# 상대성이론

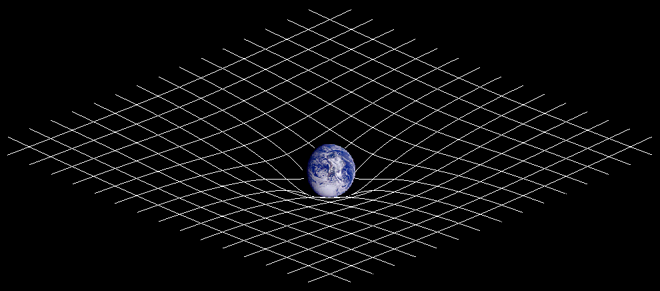
일반상대성이론에서 묘사된 시공의 곡률을 2차원으로 표현한 그림.

상대성이론(相對性理論, 독일어: Relativitätstheorie, 영어: theory of relativity) 또는 상대론(相對論, 독일어: Relativität, 영어: relativity, 문화어: 상대성)은 알베르트 아인슈타인의 주도로 정립된 시간과 공간에 대한 물리 이론이다. 특수 상대성 이론과 일반 상대성 이론으로 나뉜다. 상대성 이론에 따르면, 서로 다른 상대 속도로 움직이는 관측자들은 같은 사건에 대해 서로 다른 시간과 공간에서 일어난 것으로 측정하며, 그 대신 물리 법칙의 내용은 관측자 모두에 대해 서로 동일하다.
상대성 이론은 단순한 자연 법칙이 아니고 일종의 사고 체계라고 할 수 있다. 상대성 이론은 인식에 대한 대변혁을 일으킨 것이다. 추상적 수학 개념과 세밀한 관측이 자연을 이해하는 열쇠가 된다고 알려준 갈릴레오 갈릴레이와 아이작 뉴턴이 해결하지 못했던, 측정의 대상이 되는 물체와 측정의 기준이 되는 기준 좌표계의 관계를 이해하기 위한 고민에서 상대성 이론이 시작되었다고 할 수 있다.
아인슈타인은 상대성 이론에 대해 다음과 같이 언급한 바 있다.
| “ | 상대성 이론은 돌파구가 있을 것 같지 않은 심각하고 깊은 옛 이론의 모순을 해결하기 위해 생겨났다. 이 새로운 이론은 일관성과 간결함을 유지하면서 옛 이론의 모순을 강력히 해결한다. | ” |
|   | — 아인슈타인, 《물리학의 진화》에서 |   |

## 특수 상대성 이론
특수 상대성 이론은 시공의 구조에 대한 것이다. 아인슈타인은 1905년의 <운동하는 물체의 전기역학에 대하여(독일어: Zur Elektrodynamik bewegter Körper, 영어: On the Electrodynamics of Moving Bodies)〉라는 논문에서 특수 상대성 이론을 처음으로 선보였다.
특수 상대성 이론은 맥스웰의 전자기학이 고전역학의 갈릴레이 대칭성을 지키지 않는다는 모순을 설명하기 위해 만들어졌다. 전자기학을 통해 전자기파의 속도를 계산할 수 있는데, 이렇게 구한 전자기파의 속도는 관측자의 상대 운동과는 관계없이 상수이며, 이는 갈릴레이 대칭성을 위반한다. 이 문제를 해결하기 위하여 알베르트 아인슈타인은 두 개의 공준을 도입하고, 그 공준에 따르면 자연계는 갈릴레이 대칭성 대신 로런츠 대칭성을 따른다는 사실을 보였다.
특수 상대성이론에서는 관성 좌표계의 관측자가 자신의 "절대 운동"을 실험적으로 측정해 낼 수 다고 생각한다. 또한 진공에서의 빛의 속도는 관성 좌표계에 있는 각각의 관측자 모두에 대해 동일하다고 가정한다.
특수 상대성 이론은 단 두 개의 공준만을 바탕으로 하며, 이로써 다른 모든 결론을 도출할 수 있다.
1. 진공에서의 빛의 속도는 모든 관측자에 대하여 동일하다.(광속 불변 원리)
2. 모든 관성 좌표계에 있는 관측자에 대해 물리 법칙은 동일하다. (여기에는 전자기학의 법칙도 포함된다.)

첫 번째 공준은 (절대적 속도를 허용하지 않는) 고전역학의 갈릴레이 대칭을 부정한다. 두 번째 공준은 역학에서의 상대성 원칙을 전자기학까지 확장한 것이다.
이 두 공준으로부터 다음과 같은 현상들을 예측할 수 있다.
- 시간 팽창: 움직이는 물체 내(S1)에서의 시간변화는 외부관찰자(S)에게 천천히 시간이 변화하는 것으로 보인다.
- 길이 수축: 외부관찰자(S)의 눈에 움직이는 물체는 외부관찰자(S)의 눈에 비친 움직이는 방향으로 짧아져 보인다.
- 동시성의 상대성: 관찰자 A(S1)의 눈에 동시에 일어난 것으로 관찰된 어떤 두 사건은, A에 대해 상대운동을 하는 외부관찰자 B(S)의 눈에는 동시에 일어난 것으로 보이지 않는다. ( 한 관성계에서 측정할 때 두 사건이 같은 장소에서 동시에 발생했다면, 어떤 관성계에서 측정해도 두 사건은 같은 장소에서 동시에 발생한 사건이다.)
- 질량-에너지 동등성: 질량 m을 에너지 E로 환산하면 E=mc²이다. 즉, 질량은 에너지로 변환될 수 있고, 반대로 에너지도 질량으로 변환될 수 있다.

여기서 S는 고정 관성계이며 S1은 운동하는 관성계이다.

### 특수 상대성 이론이 예측하는 현상
- 시간 팽창

두 사건의 고유 시간이 {\displaystyle t_{0}}이면 임의의 관성계에서 측정한 시간 t는 다음과 같다.
{\displaystyle t=\gamma t_{0}}{\displaystyle {\Bigl (}\gamma ={1 \over {\sqrt {1-\left({\frac {\upsilon }{c}}\right)^{2}}}}{\Bigr )}}
빛으로 작동하는 시계를 생각해보자. 이 시계는 한 쪽면에는 에미터에서 빛을 매우 짧은 간격으로 방출하고 반대쪽으로는 디텍터가 그 빛을 받아 1초를 계산한다고 한다. 시계가 움직이지 않는다면 (즉 S 관성계에 있다면) 이 시계는 정확하게 1초마다 시간이 움직일 것이다. 이제 이 시계를 시계 빛의 진행 방향으로 움직여 보자. 이때 시계를 움직이는 관성계(S1)에 놓게 되면 S1관성계에서 시계는 움직이지 않을 것이고(S1관성계는 일정한 속도로 이동하고 있다)이 시계는 아까와 같이 1초마다 시간을 체크할 것이다. 이제 S관성계에서 S1관성계를 바라보도록 하자. 빛의 속도는 일정하지만(특수상대성원리의 가정) S1관성계의 에미터에서 방출된 빛이 디텍터에 닿는 동안 디텍터는 조금 더 이동하게 된다. 이동한 거리만큼 빛은 조금 더 이동해야 디텍터에 도달하게 되고 이것은 시간이 1초보다 더 걸린다는 것을 의미한다. 즉 S관성계에서 S1을 보는 사람에게 S1의 시간은 느리게 가는 것처럼 보이는 것이다.(주의해야할 점은 S1에서는 항상 1초마다 똑딱거리고 있다)
- 동시성의 상대성

이것은 위의 시간 팽창을 조금 더 응용하면 쉽게 알 수 있다. 기차의 중앙에서 빛이 쏘아지고 이 빛이 기차의 양 끝에 닿게되면 기차 양끝의 문이 열린다고 생각해보자. S1(움직이는 관성계- 기차가 이동한다)에서 관측을 하게 되면 멈춰있는 기차에서 양 끝으로 이동하는 시간은 같게 되므로 기차의 내부의 관찰자는 기차의 양 문이 동시에 열린다고 생각할 것이다. 하지만 S관성계에서의 관찰자는 기차의 진행방향의 문이 더 늦게 열리고 그 반대방향의 문이 더 빨리 열린다고 생각하게 된다. 왜냐하면 진행방향으로의 빛은 더 이동해야하므로 더 늦게 열리고 그 반대방향의 문은 더 빨리 접근하므로 더 빨리 열리게 되는 것이다. 즉 동시에 일어난 사건이라고 하더라도 어느 관성계에서 사건을 보느냐에 따라서 동시에 일어나지 않을 수 있다는 것이다.
- 길이 수축

관찰자에 대해 운동하고 있는 물체는 관찰자에게 운동하는 방향으로 그 길이가 줄어든 것으로 측정된다. 여기서, 길이 수축은 운동 방향과 나란한 방향으로반 발생한다. 즉 x축으로 진행하는 물체의 길이 수축은 x축 방향으로만 일어나며 y, z축으로의 길이 수축은 일어나지 않는다. 오로지 한 방향으로만 길이 수축이 일어난다는 의미이다. 

## 일반 상대성 이론
일반 상대성 이론은 1915년에 아인슈타인이 발표하였다. (프로이센 과학 아카데미에서 1915년 11월 25일에 제출) 일반 상대성이론은 특수 상대성이론의 확장판이라 하면 이해하기 쉬울 것이다. 이 이론은 뉴턴의 고전 물리학에 결정타를 날림으로서 새로운 물리학적 이론의 길을 열었다는 점에서 의의가 있다고 할 수 있다.
일반 상대성 이론에 대해 알아보기 전에 먼저 이를 전개하기 위해 필요한 한 가지 가정을 보도록 하자.
등가원리
-가속 좌표계에서 지구로 인해 생기는 중력과 중력 가속도 g와 같은 크기의 가속도 a로 중력의 작용 방향과 반대로 운동하는 것으로 인한 관성력은 구분할 수 없다는 원리이다. (관성력은 가속 좌표계에서 뉴턴 운동 제2법칙을 적용하기 위해 도입한 가상의 힘으로, 관성력의 방향은 계의 가속도의 방향과 반대 방향이다)
즉, 관성질량과 중력질량이 같은 측정값을 지닌다는 것이다.
1. 시공간
일반 상대성 이론에서 아인슈타인은 '시공간은 4차원, 즉 시간과 공간이 결합된 형태의 연속체'임을 규명했다. 뉴턴이 시공간이 시간과 공간으로 분리되어 서로 영향을 주고받지 않는 별개의 공간인 점과, 공간위의 한 점에 위치한 물체에 어떠한 영향도 받지 않을 것이라고 생각한 반면에 아인슈타인의 사고실험에서 아인슈타인은 시공간이 서로 상호작용을 함과, 공간위에 위치한 어떠한 질량을 가진 물체에 대하여 공간이 휘어짐을 제시하였다.
2. 중력
아인슈타인은 뉴턴의 중력을 가속 좌표계에 적용시켰다. 그는 중력 가속도 g의 크기만큼 가속하는 가속계 내의 물체와, 중력을 받고있는 물체는 서로 구분이 불가능하다는 이론을 내세움으로서 가속계를 관성계로 해석가능함을 보였다.
3. 중력으로 인한 시간 팽창
위에서 가속계 역시 관성계로 인식할 수 있다고 하였다. 따라서 가속계의 물체는 관성계에서 물체의 이동으로 판단할 수 있고, 특수 상대성이론에 따라 시간 지연이 일어남을 알 수 있다. 이로서 중력을 받는 물체는 그 물체에 흐르는 시간이 느려지게 된다.
4. 공간 왜곡으로 일어나는 현상
4-1. 빛의 휘어짐 : 빛의 움직임을 가속 좌표계에 적용시켜보면, 그 빛이 휜다는 것을 알 수 있을 것이다. 따라서 중력으로 인하여 빛이 휜다는 것을 알 수 있다
4-2. 중력 렌즈 효과 : 이는 일식이 일어날 때 관측할 수 있는 현상인데, 바로 태양의 뒤에 위치하여 가려져 있던 천체가 태양의 중력에 의한 영향으로 그 빛이 휘어져 우리눈에 들어오는 것이다. 흔히 '아인슈타인의 십자가'라는 것이 이로 인한 현상이다.
4-3. 블랙홀 : 질량이 매우 큰 천체는 공간을 심하게 왜곡하여 빛마저 삼켜버릴 수 있다.
5. 일반 상대성 이론의 증거
① 에딩턴의 태양의 일식 관측 : 태양 주위의 시공간이 휘어져 있다면 그 근처를 지나는 빛도 휘어질 것으로 예측하였는데, 영국의 과학자 에딩턴이 1919년 일식이 일어났을 때 태양 주위에서 관측한 별의 위치와 반년 전 관측한 별의 위치를 비교하여 태양 근처에서 빛이 휘어짐을 관찰하였다.
② 수성의 세차운동 : 수성의 근일점은 뉴턴의 이론에 따라 계산하면 100년동안 574´´만큼 이동해야 하지만, 실제 세차운동 관측결과 43´´정도 오차가 났다. 하지만 일반 상대성 이론을 적용해 태양의 질량에 의한 시공간의 곡률을 고려하면 오차를 정확히 설명할 수 있다.
③ 중력 렌즈 효과 : 중력이 렌즈처럼 빛을 휘게 하는 현상이다. 중력 렌즈 역할을 하는 은하단의 질량 분포, 광원-렌즈-관찰자의 상대적 위치 등에 따라 '아인슈타인의 십자가'와 같은 상이나 '아인슈타인의 고리'와 같은 원형의 상을 관찰할 수 있다. 대표적으로 퀘이사가 있다.(퀘이사는 은하의 중력 때문에 지구에서 4개의 빛나는 쌍둥이 별로 오인했었다.)
④ 중력파 : 천체의 중력 붕괴나 초신성 폭발 같은 우주현상으로 발생하여 질량의 공간적 분포에 변화가 생기게 되면 주위의 시공간이 일그러져 요동을 치게 되고, 이 흔들림이 파동으로 퍼져 나가는 것을 말한다.
⑤ GPS : 인공위성이 움직이기 때문에 시간차이가 생기는데 속력과 중력의 작용을 고려하여 보정해 주어야 한다.
⑥ 블랙홀 : 질량이 매우 큰 천체는 공간을 휘게하여 천체를 지나는 빛마저 흡수한다.(아인슈타인이 2차원의 평면에 시간의 곡률을 표기한 그림에서 보면 블랙홀은 질량이 극도로 커 평면 자체가 엄청나게 움푹 들어가있다. 중력이 클수록 시간이 느리게 가며 블랙홀의 어떤 경계에서는 시간이 멈춘 것처럼 보이는데, 이를 사건의 지평선이라고 한다. 이 안쪽 부분은 어떠한것도 빠져나오지 못하므로 검게보인다.)

## 같이 보기
- 갈릴레이 불변성
- 일반 상대성이론
- 특수 상대성이론

## 참고 자료
- 본 문서에는 지식을만드는지식에서 CC-BY-SA 3.0으로 배포한 책 소개글을 기초로 작성된 내용이 포함되어 있습니다.